# Mina artesanal
Las minas artesanales son armas (minas terrestres) de tipo no convencional elaboradas con materiales caseros y explosivos de fabricación no industrial.

## Elaboración y funcionamiento
Su mecanismo de funcionamiento es similar al de las minas convencionales, consistente en un explosivo y un detonante, con un sistema y componentes muy simples.
Generalmente son recipientes metálicos como latas de cerveza o conservas, rellenos de material explosivo con un detonante sencillo, que es alguna sustancia reactiva al explosivo contenida en una jeringa insertada en la parte superior del recipiente. La presión sobre la jeringa hace que las dos sustancias entren en contacto causando la detonación.
Regularmente están llenas de metralla casera, como tuercas, clavos, vidrios rotos o trozos metálicos que se esparcen durante la explosión.
La fabricación de estos artefactos es sumamente simple, y su costo muy reducido; por elaborarse con materiales de fácil acceso y con un procedimiento tan sencillo su uso se ha popularizado entre los ejércitos irregulares y subversivos. Su peligrosidad es muy alta por tratarse de armas no convencionales y de explosivos artesanales inestables que en ocasiones estallan al momento de su instalación o fabricación, asimismo nunca garantizan su efectividad completa contra el enemigo.

## Las minas artesanales en Colombia
El caso más patente es el de Colombia, donde las guerrillas han extendido el uso de minas artesanales a lo largo del territorio para evitar los cercos y avanzadas de las fuerzas armadas. En ocasiones usan minas de madera que no son detectadas por los aparatos especializados, lo que obliga a utilizar perros entrenados y dificulta enormemente el avance militar.
La efectividad de estos artefactos no es completa, y en muchas ocasiones sólo mutila los miembros inferiores de la víctima, aunque también llega a ser letal.
Desde los años noventa, y particularmente después de 2000 las minas se convirtieron en el arma principal de los guerrilleros, pues les permite asestar golpes sin combatir a muy bajo precio, y obligar al enemigo a transitar por carreteras o vías principales, vedando el acceso a las trochas y retaguardias.
En el 2005 Colombia fue el país que más víctimas por minas registró en el mundo, superando a Camboya. Se puede estar seguro de que estas minas son de fabricación artesanal.
La región más minada de Colombia es el Oriente antioqueño, donde se presenta una de cada tres explosiones con minas. Aunque la mayoría de víctimas de las minas son militares, un 30 % de los afectados son civiles que generalmente habitan las regiones minadas; de este porcentaje la mayoría son niños.
El municipio más minado de Colombia es La Macarena (Meta), al sur del país, es también uno de los municipios más grandes en su área rural.
En el 2005 hubo más de 3000 víctimas de las minas en Colombia; una tercera parte murió, el resto sufrió lesiones graves.